# Joginder Singh

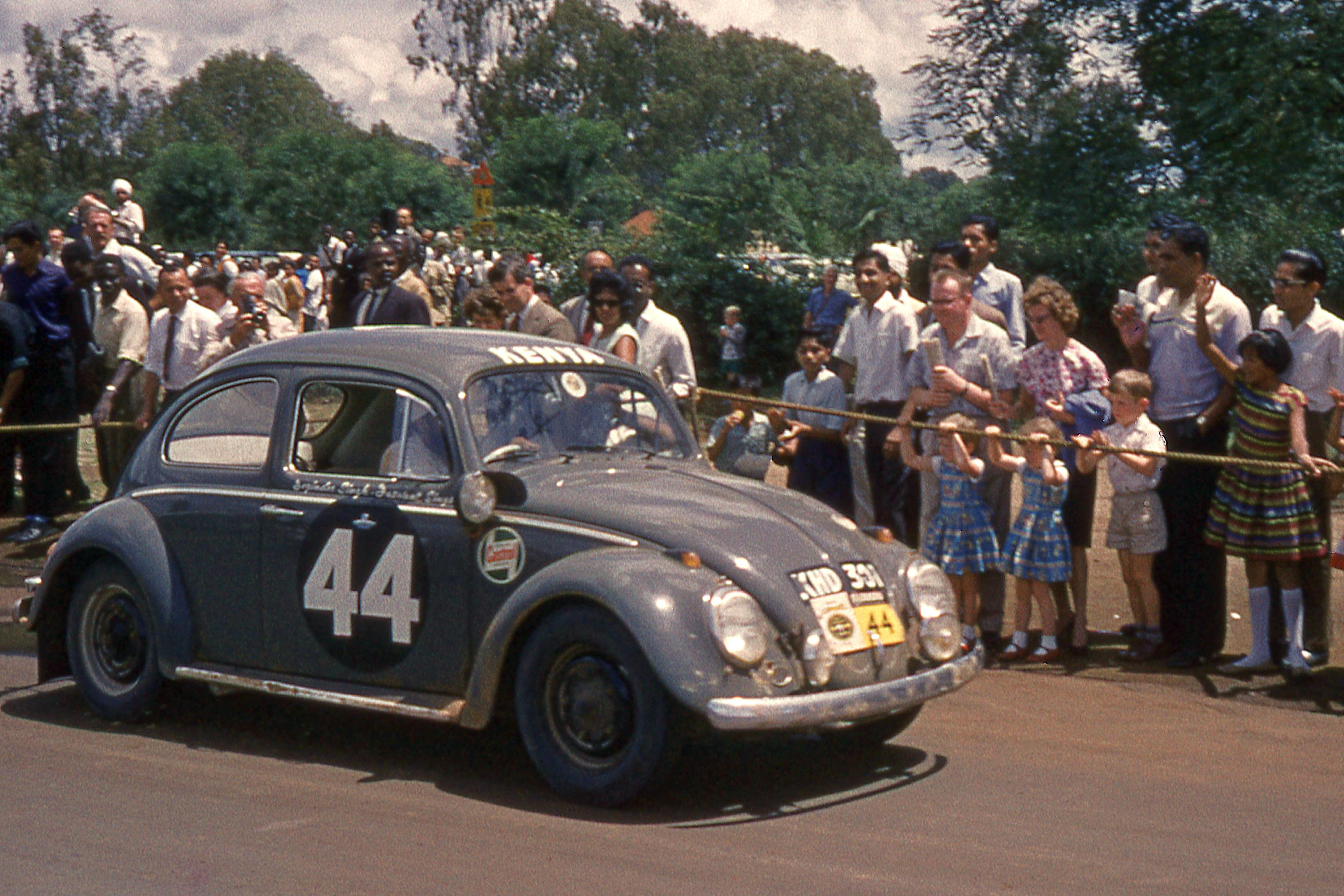
Joginder e Jaswant Singh al Safari Rally 1962 su una VW Maggiolino

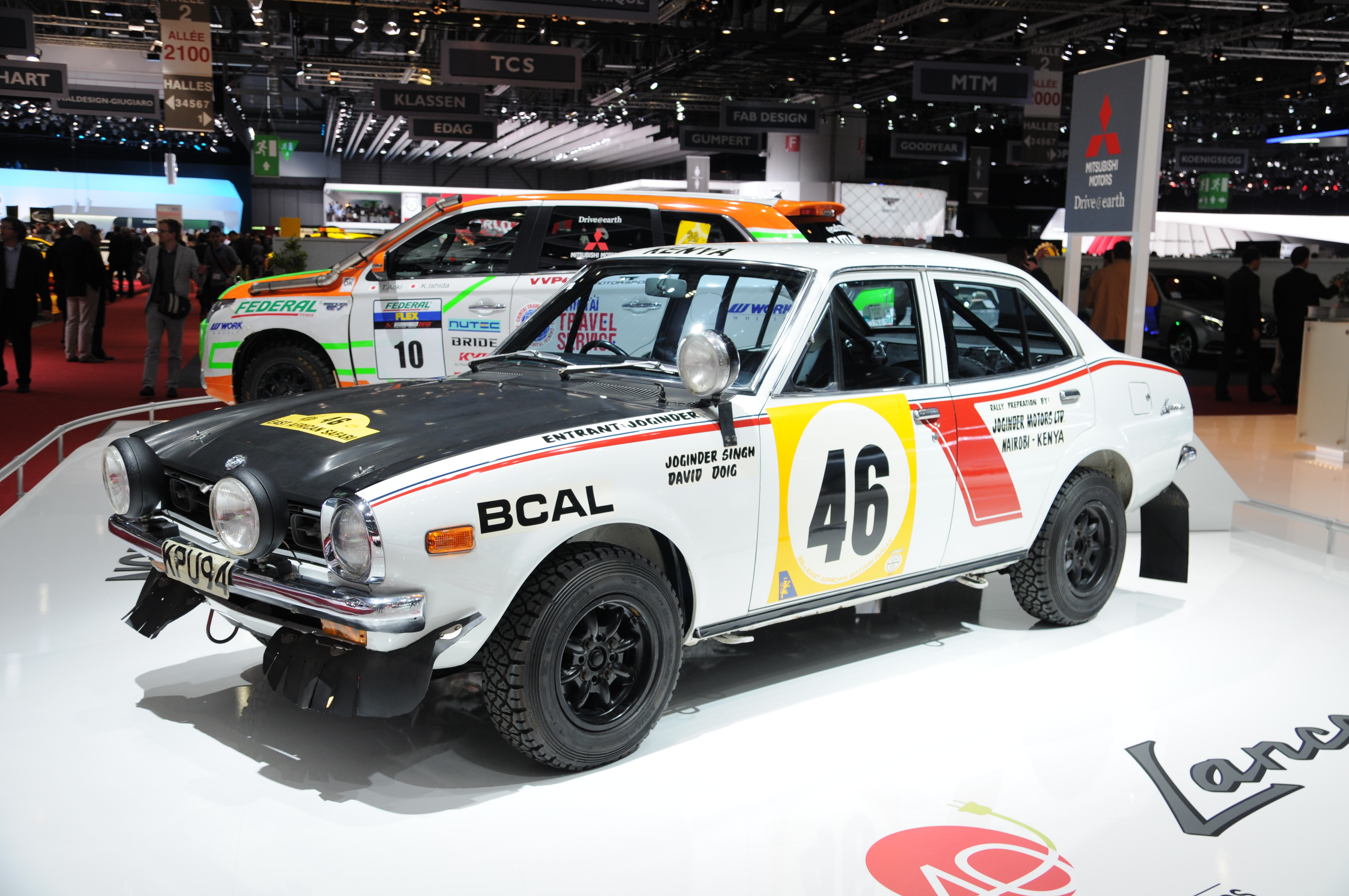
Mitsubishi Lancer 1600 GSR con cui Singh ha vinto il Safari rally

Sardar Joginder Singh Bhachu (Kericho, 9 febbraio 1932 – Londra, 20 ottobre 2013) è stato un pilota di rally keniota noto come The Flying Sikh, specialista del Safari Rally, corsa che ha vinto per tre volte: nel 1965 guidando una Volvo PV544 con suo fratello Jaswant come copilota, e nel 1974 e 1976 guidando una Mitsubishi Lancer 1600 GSR.

## Palmarès
Campionato del mondo rally
- Miglior piazzamento in classifica generale: 5º posto 1981
- 3 vittorie (Safari Rally del 1965, 1974, 1976)

Gare vinte
| # | Rally            | Stagione | Navigatore | Auto                       |
| - | ---------------- | -------- | ---------- | -------------------------- |
| 1 | 22º Safari Rally | 1974     | David Doig | Mitsubishi Colt Lancer     |
| 2 | 24º Safari Rally | 1976     | David Doig | Mitsubishi Lancer 1600 GSR |

## Risultati nel mondiale rally

### ICM
- 1970 - Nissan Motor Co. Ltd - Datsun 1600 SSS - 2° al Safari Rally
- 1971 - Ford Motor Co. Ltd., VW Porsche Austria, Withers of Winsford - Ford Escort Twin Cam, Volkswagen Käfer 1302 S, Ford Escort RS 1600 MKI - 16° al Safari Rally, ritirato al Rally d'Austria, ritirato al Rally di Gran Bretagna
- 1972 - Ford Motor Co. Ltd. - Ford Escort RS 1600 MKI - Ritirato al Safari Rally

### WRC
| 1973 | Scuderia           | Vettura                |  |  |  |    |  |  |  |  |  |  |  |  |  |  |  |  | Punti | Pos. |
| ---- | ------------------ | ---------------------- |  |  |  | -- |  |  |  |  |  |  |  |  |  |  |  |  | ----- | ---- |
| 1973 | Simba Motorts Ltd. | Mitsubishi Colt Galant |  |  |  | 11 |  |  |  |  |  |  |  |  |  |  |  |  |       |      |

| 1974 | Scuderia | Vettura               |  |   |  |  |  |  |  |  |  |  |  |  |  |  |  |  | Punti | Pos. |
| ---- | -------- | --------------------- |  | - |  |  |  |  |  |  |  |  |  |  |  |  |  |  | ----- | ---- |
| 1974 |          | Mitsubishi Lancer GSR |  | 1 |  |  |  |  |  |  |  |  |  |  |  |  |  |  |       |      |

| 1975 | Scuderia | Vettura                |  |  |     |  |  |  |  |  |  |  |  |  |  |  |  |  | Punti | Pos. |
| ---- | -------- | ---------------------- |  |  | --- |  |  |  |  |  |  |  |  |  |  |  |  |  | ----- | ---- |
| 1975 |          | Mitsubishi Colt Lancer |  |  | Rit |  |  |  |  |  |  |  |  |  |  |  |  |  |       |      |

| 1976 | Scuderia | Vettura                    |  |  |  |   |  |  |  |  |  |  |  |  |  |  |  |  | Punti | Pos. |
| ---- | -------- | -------------------------- |  |  |  | - |  |  |  |  |  |  |  |  |  |  |  |  | ----- | ---- |
| 1976 |          | Mitsubishi Lancer 1600 GSR |  |  |  | 1 |  |  |  |  |  |  |  |  |  |  |  |  |       |      |

| 1977 | Scuderia                    | Vettura                |  |  |  |   |  |  |  |  |  |  |  |  |  |  |  |  | Punti | Pos. |
| ---- | --------------------------- | ---------------------- |  |  |  | - |  |  |  |  |  |  |  |  |  |  |  |  | ----- | ---- |
| 1977 | Dia Start International Co. | Mitsubishi Colt Lancer |  |  |  | 5 |  |  |  |  |  |  |  |  |  |  |  |  |       |      |

| 1978 | Scuderia                   | Vettura                  |  |  |     |  |  |  |  |  |  |  |  |  |  |  |  |  | Punti | Pos. |
| ---- | -------------------------- | ------------------------ |  |  | --- |  |  |  |  |  |  |  |  |  |  |  |  |  | ----- | ---- |
| 1978 | D.T. Dobie & Co. (EA) Ltd. | Mercedes-Benz 280 E W123 |  |  | Rit |  |  |  |  |  |  |  |  |  |  |  |  |  |       |      |

| 1979 | Scuderia                             | Vettura                  |  |  |  |    |  |  |  |  |  |  |  |  |  |  |  |  | Punti | Pos. |
| ---- | ------------------------------------ | ------------------------ |  |  |  | -- |  |  |  |  |  |  |  |  |  |  |  |  | ----- | ---- |
| 1979 | American Sports Sales / Daimler-Benz | Mercedes-Benz 280 E W123 |  |  |  | 11 |  |  |  |  |  |  |  |  |  |  |  |  | 0     |      |

| 1980 | Scuderia                             | Vettura               |  |  |  |    |  |  |  |  |  |  |  |  |  |  |  |  | Punti | Pos. |
| ---- | ------------------------------------ | --------------------- |  |  |  | -- |  |  |  |  |  |  |  |  |  |  |  |  | ----- | ---- |
| 1980 | American Sports Sales / Daimler-Benz | Mercedes-Benz 450 SLC |  |  |  | 14 |  |  |  |  |  |  |  |  |  |  |  |  | 0     |      |

| Legenda | 1º posto | 2º posto | 3º posto | A punti | Senza punti | Ritirato | Squalificato | NP=Non partito C=Gara cancellata | Apice=Power stage |